# Сівас
Сіва́с (тур. Sivas) — місто і район в Туреччині. Адміністративний центр провінції Сівас. Розташоване на території Західної Вірменії.

## Назва
- Сіва́с (тур. Sivas) — турецька назва.
- Сівастея, або Сівастія (дав.-гр. Σεβάστεια, Sivasteia) — візантійська назва.
- Себастея, або Себастія (дав.-гр. Σεβαστεία, Sebasteia; лат. Sebastea, Sebastia; вірм. Սեբաստիա, Sebastia) — антична назва.
- Севаш (курд. Sêwas)
- Севастія Каппадокійська
- Діосполіс
- Кабіра

## Клімат
Місто знаходиться у зоні, котра характеризується вологим континентальним кліматом з теплим літом. Найтепліший місяць — липень із середньою температурою 20 °C (68 °F). Найхолодніший місяць — січень, із середньою температурою -4.4 °С (24 °F).
| Клімат Сіваса           | Клімат Сіваса | Клімат Сіваса | Клімат Сіваса | Клімат Сіваса | Клімат Сіваса | Клімат Сіваса | Клімат Сіваса | Клімат Сіваса | Клімат Сіваса | Клімат Сіваса | Клімат Сіваса | Клімат Сіваса | Клімат Сіваса |
| Показник                | Січ.          | Лют.          | Бер.          | Квіт.         | Трав.         | Черв.         | Лип.          | Серп.         | Вер.          | Жовт.         | Лист.         | Груд.         | Рік           |
| Абсолютний максимум, °C | 12            | 17            | 21            | 27            | 30            | 33            | 37            | 37            | 37            | 28            | 22            | 13            | 37            |
| Середній максимум, °C   | −1            | 1             | 7             | 14            | 18            | 22            | 26            | 27            | 23            | 17            | 8             | 2             | 14            |
| Середня температура, °C | −4            | −2            | 2             | 9             | 13            | 16            | 20            | 20            | 16            | 11            | 4             | −1            | 8             |
| Середній мінімум, °C    | −7            | −6            | −1            | 3             | 7             | 10            | 13            | 12            | 9             | 5             | 0             | −4            | 3             |
| Абсолютний мінімум, °C  | −26           | −28           | −27           | −7            | −1            | 0             | 4             | 5             | 0             | −7            | −21           | −21           | −28           |
| Норма опадів, мм        | 40            | 40            | 40            | 50            | 50            | 30            | 0             | 0             | 10            | 30            | 30            | 40            | 410           |
| ----------------------- | ------------- | ------------- | ------------- | ------------- | ------------- | ------------- | ------------- | ------------- | ------------- | ------------- | ------------- | ------------- | ------------- |
| Джерело: Weatherbase    |               |               |               |               |               |               |               |               |               |               |               |               |               |

## Історія
- Себастія (фема)

## Пам'ятки
- Медресе Ґьок
- Медресе з двома мінаретами

## Відомі особистості
У поселенні народився:
- Рішар Жеранян (1921—2019) — французький художник та літограф.